# Union, Nebraska
Union är en by (village) i Cass County i Nebraska. Vid 2010 års folkräkning hade Union 233 invånare.